# Petter Adolf Karsten
Petter Adolf Karsten (16 de febrero de 1834 – 22 de marzo de 1917 ) fue un micólogo finés, el más famoso experto en fungi de Finlandia en sus días, y conocido en consecuencia como "padre de la micología finesa".
Karsten nace en Merimasku, Turku, estudia en la Universidad de Helsinki, y luego se muda al interior de Tammela, donde ocupa gran parte de su vida enseñando botánica y realizando estudios en el "Instituto de Agricultura de Mustiala" (hoy Facultad de Agricultura de la "Universidad de Ciencias Aplicadas, HAMK").
Amasa una vasta colección, mediante su propio esfuerzo y el de sus corresponsales, nombrando cerca de 200 nuevos géneros y unas 2000 nuevas especies. En sus estudios micológicos hizo uso extensamente del microscopio, pudiendo considerárselo un pionero de la microscopía fúngica.

## Algunas publicaciones
- «Fungi Fenniae exsiccati» 1861—1870
- «Monographia Pezizarum Fennicarum» 1869
- «Monographia Ascobolorum Fenniae» 1870—1876
- «Mycologia Fennica» 1871—1879
- «Symbola ad Mycologiam Fennicam» 1871
- «Agaricineae Rossiae, Finlandiae et Scandinaviae» 1879—1882
- «Hymenomycetes Fennict. enumerati» 1881
- «Finlands Rost. och Brandsvampar» 1884

## Honores

### Epónimos
Karstenia, la revista internacional de micología, publicada por la "Sociedad de Micología Finesa", es dedicada a Karsten
Especies
- (Adiantaceae) Gymnogramma karstenii Mett.[1]
- (Adiantaceae) Psilogramme karstenii Kuhn[2]
- (Aquifoliaceae) Ilex karstenii Loes.[3]

- La abreviatura «P.Karst.» se emplea para indicar a Petter Adolf Karsten como autoridad en la descripción y clasificación científica de los vegetales.[4]